# Авдияй, Донис
Донис Авдияй (нем. Donis Avdijaj; род. 25 августа 1996, Оснабрюк, Нижняя Саксония) — косовско-немецкий футболист, нападающий австрийского клуба «Хартберг». Выступал за сборную Косова.

## Биография
Донис Авдияй родился в городе Оснабрюк (Нижняя Саксония) в семье косовских албанцев.
Авдияй начал заниматься футболом в возрасте пяти лет, в любительском клубе «СВ Аттер». После пяти лет в «СВ Аттер», он перешёл в молодёжную академию «Оснабрюка», откуда в 2011 году ушёл в «Шальке 04».

## Клубная карьера
В сезоне 2011/12 в юношеской команде «Шальке» до 17 лет он сыграл в 26 матчах, забив 15 голов. В следующем сезоне он значительно улучшил свои результаты, сыграв 25 матчей, забив 44 гола и отдав 13 голевых передач. Вскоре он бы переведён в команду до 19 лет. С командой до 19 лет он выиграл Кубок Вестфалии, забив в финале победный гол в ворота юношеской команды дортмундской «Боруссии» (1:0).
В сезоне 2014/15 Авдияй стал тренироваться с основным составом «Шальке 04». Авдияй также входил в состав второй команды «Шальке 04» из региональной лиги «Запад» — четвёртого немецкого дивизиона. В феврале 2014 года немецким нападающим заинтересовался английский «Ливерпуль». После интереса со стороны англичан «Шальке 04» подписал с Донисом новый контракт. Сумма отступных, прописанных в новом соглашении, составила 49 миллионов евро. 17 сентября он попал в заявку на матч Лиги чемпионов с «Челси», однако провёл всю встречу на скамейке запасных.
13 января 2015 года для получения игровой практики Донис ушёл в аренду в австрийский «Штурм» сроком на 18 месяцев. 21 февраля в матче против «Винер-Нойштадта» (3:3) он дебютировал во Бундеслиге, выйдя на замену на 81-й минуте вместо Брайта Эдомвоньи. Уже на 83-й минуте матча он отдал голевую передачу. 21 марта в поединке против «Адмира Ваккер Мёдлинга» Донис забил свой первый гол за «Штурм». В этом сезоне он сыграл в 17 матчах и забил 6 голов.
30 июля 2015 года дебютировал в Лиге Европы в поединке против казанского «Рубина» (2:3). В этой встрече он забил один гол, но получил две жёлтые карточки и был удалён с поля. В сезоне 2015/16 сыграл 25 матчей, в которых он забил 3 гола и отдал 7 голевых передач. После окончания аренды вернулся в «Шальке 04».
24 ноября 2016 года дебютировал в основной команде «Шальке 04» в матче Лиге Европы против «Ниццы» (2:0). 20 декабря Донис забил свой первый гол в чемпионате Германии в матче против «Гамбурга» (1:2). 15 января 2018 года отправился на правах аренды в «Роду» до конца сезона.
В августе 2018 года Авдияй перешёл в нидерландский клуб «Виллем II», однако в марте 2019 года клуб расторг с ним контракт. Летом 2019 года Авдияй подписал контракт с турецким «Трабзонспором» на один год с опцией продления ещё на три сезона. В 18 официальных матчах за клуб он забил один мяч и отдал две голевые передачи, после чего 17 января 2020 года «Трабзонспор» расторг контракт с Авдияем. Спустя три дня Донис перешёл в шотландский клуб «Харт оф Мидлотиан», где он отыграл до конца сезона.
12 ноября 2020 года Авдияй подписал контракт с нидерландским «Эмменом» до конца сезона с возможностью продления ещё на один год.

## Международная карьера
Донис выступал за юношеские сборные Германии разных возрастов. 11 октября 2014 года Авдияй объявил о своём намерении играть за сборную Албании.
20 марта 2017 года получил вызов в национальную сборную Косова. Дебютировал в сборной 24 марта 2017 года в матче против сборной Исландии, завершившемся со счётом 1:2.

## Достижения
Личные
- Медаль Фрица Вальтера (до 17 лет): 2013

## Статистика выступлений

### В сборной
| Матчи и голы Дониса Авдияя за сборную Косова | Матчи и голы Дониса Авдияя за сборную Косова | Матчи и голы Дониса Авдияя за сборную Косова | Матчи и голы Дониса Авдияя за сборную Косова | Матчи и голы Дониса Авдияя за сборную Косова | Матчи и голы Дониса Авдияя за сборную Косова | Матчи и голы Дониса Авдияя за сборную Косова |
| №                                            | Дата                                         | Место проведения                             | Соперник                                     | Счёт                                         | Голы                                         | Соревнование                                 |
| -------------------------------------------- | -------------------------------------------- | -------------------------------------------- | -------------------------------------------- | -------------------------------------------- | -------------------------------------------- | -------------------------------------------- |
| 1                                            | 24 марта 2017                                | Лоро Боричи, Шкодер                          | Исландия                                     | 1:2                                          | —                                            | Квалификация ЧМ 2018                         |
| 2                                            | 11 июня 2017                                 | Лоро Боричи, Шкодер                          | Турция                                       | 1:4                                          | —                                            | Квалификация ЧМ 2018                         |
| 3                                            | 29 мая 2018                                  | Летцигрунд, Цюрих                            | Албания                                      | 3:0                                          | —                                            | Товарищеский матч                            |
| 4                                            | 7 сентября 2018                              | Олимпийский стадион, Баку                    | Азербайджан                                  | 0:0                                          | —                                            | Лига наций 2018/19                           |
| 5                                            | 10 сентября 2018                             | Фадиль Вокри, Приштина                       | Фарерские острова                            | 2:0                                          | —                                            | Лига наций 2018/19                           |
| 6                                            | 17 ноября 2018                               | Национальный стадион, Та-Кали                | Мальта                                       | 5:0                                          | 2                                            | Лига наций 2018/19                           |

Итого: 6 матчей / 2 гола; eu-football.info.